# الجغرافيا النسوية
الجغرافيا النسوية هي أحد أبرز فروع الجغرافيا البشرية التي تهتم بتطبيق نظريات، أساليب وانتقادات الحركة النسوية لدراسة البيئة البشرية، المجتمع والمحيط الجغرافي. برزت الجغرافيا النسوية في سبيعينيات القرن العشرين، عندما دعا أعضاء الحركة النسائية الأوساط المعرفية لإدراج النساء في دراسة إنتاج المعرفة الجغرافية بالعمل الأكاديمي. يهدف الجغرافيون النسويون إلى دمج الحواجز المبنية على العرق، الطبقة الاجتماعية، والتوجه الجنسي في دراسة هذه الجغرافية. لذا تعرض هذا الفرع للكثير من الجدالات.

## جغرافيا المرأة
تُركّز جغرافيا النساء على وصف آثار الجغرافيا على عدم المساواة بين الجنسين وتأثرها النظري بجغرافيا الرفاهية والنسوية الليبرالية. يؤكّد الجغرافيون النسويون على مختلف القيود والحدود الجنسية والموضوعة تبعًا للمسافة والفصل المكاني، كأن تلعب الاعتبارات المكانية دورًا في حصر النساء ضمن حيّز معيّن أو في مجالات اجتماعية محددة. وفي كتابهم (المُرافق للجغرافيا النسوية)؛ يُجادل «سيجر» و«جونسون» أن الجنس ليس سوى نهج ضيق الأفق لفهم اضطهاد المرأة على مدار عقود من التاريخ الاستعماري، وبالتالي، يتطلّب فهم جغرافيا النساء نهجًا نقديًا في مسائل كالعمر، الفئة، العِرق، التوجه والعوامل الاجتماعية والاقتصادية الأخرى. بالرغم من ذلك، ادعى أحد الاعتراضات المبكرة على مفهوم جغرافيا المرأة أن أدوار الجنسين تم تفسيرها بشكل رئيسي عبر عدم المساواة بينهما. بالرغم من ذلك يجادل فورد وجريجسون أن هناك نظرية اجتماعية سائدة تركّز دومًا على النساء وتصوّرهم كضحايا وتبعًا لهذا النظرية ظهرت فكرة الأدوار بين الجنسين، وبالتالي أعطى ذلك قراءة ضيّقة للمسافة. بدلًا من ذلك، يزعمون بأن جغرافيا النساء قادرة على عرض كيف تدخل (القيود/الحدود) المكانية وعملية فصلهن في بناء مواقع المرأة. انتقد المُنظّر إدوارد سعيد فكرة المساحات الجغرافية في مثل هذا السياق الذي يتم فيه تلفيق الإجراءات المتعلقة بالممارسات الجنسانية عن طريق المعتقدات الأيديلوجية السائدة. وردًا على ذلك، يُجادل الجغرافيون النسويون أن تحريف أدوار الجنسين والحركات النسوية المُعترف بها؛ من شأنها أن تكشف تحدّيات الكذب الاستعماري الحالي، عن طريق حصر النساء ضمن فرص مكانية محدودة. لذا فإن الجغرافيا النسوية مبنيّة على مبدأ وجوب تطبيق الجندر وتطوير شروط مساحاته.

## الجغرافيا الاشتراكية النسوية
تأثرت الجغرافيا الاشتراكية متأثرة بشكل نظريّ بالماركسية من جهة وبالنسوية الاشتراكية من جهة أخرى، لذا فهي تسعى إلى توضيح عدم المساواة، العلاقة بين الرأسمالية والبطريركية، بالإضافة للترابط بين الجغرافيا والعلاقات بين الجنسين والتنمية الاقتصادية في ظل الرأسمالية.  والجغرافيا الاشتراكية النسوية مبنية على أسئلة حول كيفية الحد من عدم المساواة بين الجنسين والذي نجم عن نظام الأبوية والرأسمالية، كما يُركّز في أغلب الأحيان على الفصل المكاني، النوع، المكان والمحلّة. يؤدي عدم اليقين بالتعبير المناسب للنوع والتحليل الطبقي إلى تغذية نقاش نظريّ رئيسي في مجال الجغرافيا النسوية الاشتراكية. فعلى سبيل المثال، عند تحليل نساء البر الصين الرئيسي المتزوجات المهاجرات اللواتي يعشن في نيويورك، لاتزال المرأة هنا هي الهدف الرئيس من التحليل، ولايزال الجندر هو العلاقة الاجتماعية الرئيسية. ومع ذلك، يُدرك الجغرافيون النسويون الاشتراكيون أن هناك العديد من العوامل التي تؤثر أيضًا على تجارب النساء وظروف ما بعد الهجرة مثل الطبقة.
عمل الجغرافيون النسويون الاشتراكيون في المقام الأول على المستوى الحضري؛ حيث ركّز الجغرافيون الأنجلو أمريكيون على الفصل الاجتماعي والمكاني لبيوت الضواحي عن أماكن العمل المأجور، على اعتبار أن هذا أمرًا حيويًّا للتنمية وللأجيال وللمحافظة على العلاقات التقليدية بين الجنسين في المجتمعات الرأسمالية.
يقوم الجغرافيون النسويون الاشتراكيون أيضًا بتحليل الطرق التي لا تعكس بها تأثير الاختلافات الجغرافية على العلاقات فحسب، بل من شأنها أيضًا تحديد التغيرات الاقتصادية المحليّة جزئيًا. يكشف أسلوب جوديث باتلر الاستشهاديّ إلى الحاجة لوجود وكالة التي تلعب دورًا في تسهيل وجود المرأة في مجال الجغرافيا. استنتج علماء الجغرافيا النسوية بعد ذلك أنه كلّما تم اتخاذ تدابير تنفيذية بهدف تقليص حقوق المرأة في المساحة الجغرافيّة، فإن الاتفاقيات المحيطة تتكيّف لجعلها تبدو معيارًا.

## جغرافيا الاختلافات النسوية
تُعد جغرافيا الاختلافات النسوية نهجًا مقاربًا للجغرافية النسوية بحيث تُركّز على الهويّات الجنسانية والاختلافات بين النساء. إنه يختبر في الجندر والبنية الطبيعية عبر النظريات الثقافيّة، ما بعد البنيوية، ما بعد الاستعمارية ونظريات التحليل النفسي بالإضافة لكتابات من نساء ملوّنات، والمثليّات، والرجال مثليين ونساء من بلدان العالم الثالث. يؤكّد الجغرافيون النسويون في هذا النهج على دراسة الجغرافيا الدقيقة للجسم، المسافة، الفصل، المكان، الجغرافيا المُتخيّلة، الاستعمار وما بعده، البيئة أو الطبيعة.
انتقل العديد من الجغرافيون النسويون إلى ثلاثة مجالات بحثية جديدة منذ أواخر الثمانينيات، شملت المجالات فئات الجندر بين الرجل والمرأة، تشكيل العلاقة بين الجنسين وتشكيل الهويّات والاختلافات بين النسبية والمعرفة الظرفية.
أولًا: تنافس الجغرافيون النسويون على توسيع فئات الجنسين بين الرجال والنساء، وبدأوا بالتحقيق في الاختلافات في بينة العلاقة بين الجنسين عبر العِرق، العمر، الدين، الجنس والجنسية، وقد أولوا اهتمامًا خاصًا بالنساء اللواتي يتركّزن على محاور متعددة من الاختلاف.
ثانيًا: من أجل كسب أفضل فهم لكيفية تشكّل العلاقات بين الجنسين والهويات وافتراضها، استند الجغرافيون النسويون إلى أوسع مدى من النظرية الاجتماعية والثقافية، وانطلاقًا من هذه القاعدة النظرية فإن الجغرافيون النسويون هم أكثر قدرة على التكيف ومناقشة تأثير النظريات ما بعد البنيوية، ونظريات التحليل النفسي على التحديدات المتعددة.
أخيرًا: يُعدُّ الاختلاف بين النسبية والمعرفة الحاليّة مجالًا رئيسيًّا للمناقشة. وعبر هذه المناقشات اكتشف الجغرافيون النسويون طرقًا للتوفيق بين المنظورات الجزئيّة، والالتزام بالعمل السياسي والتغيير الاجتماعي.

## عالمات جغرافيا
- دولورس هايدن
- دورين ماسي
- جيليان روز
- سامانثا واينبرغ
- سوزان هانسون